# Marina Volnova
Marina Volnova est une boxeuse kazakhe née le 26 juillet 1989.

## Carrière
Sa carrière amateur est principalement marquée par une médaille d'argent remportée aux championnats du monde de Bridgetown en 2010 dans la catégorie mi-lourds et par une médaille de bronze aux Jeux olympiques de Londres en 2012 en poids moyens.

## Palmarès

### Jeux olympiques
- Médaille de bronze en -75 kg en 2012 à Londres, Angleterre

### Championnats du monde de boxe amateur
- Médaille d'argent en -81 kg en 2010 à Bridgetown, Barbade

## Référence
1. ↑  (en) Présentation de Marina Volnova sur le site de l'AIBA